# Voyah
Voyah ist eine Premium-Marke des chinesischen Autobauers Dongfeng Motor Corporation aus Wuhan. Hervorgegangen ist sie aus dem Joint Venture zwischen Dongfeng und Renault.

## Fahrzeuge
Auf der Auto China 2020 in Peking wurde mit dem Voyah i-Land ein erster Prototyp der neuen Marke vorgestellt. Es ist ein Sportcoupé mit Elektroantrieb. Entworfen wurde es von der VW-Tochter Italdesign.
Die Vorstellung des Serienfahrzeugs Voyah Free erfolgte drei Monate später. Im November 2021 wurde der Van Voyah Dreamer präsentiert. Die Limousine Voyah Zhuigang folgte im Oktober 2022. Im Mai 2024 wurde das Elektro-SUV Zhiyin vorgestellt. Eine weitere Limousine ist der Zhuiguang L, der im August 2025 präsentiert wurde.
Voyah lieferte die ersten eigenen Autos 2021 aus. Ende Dezember 2022 wurden in Norwegen erstmals Fahrzeuge der Marke außerhalb Chinas ausgeliefert. Weitere europäische Märkte sollen folgen.

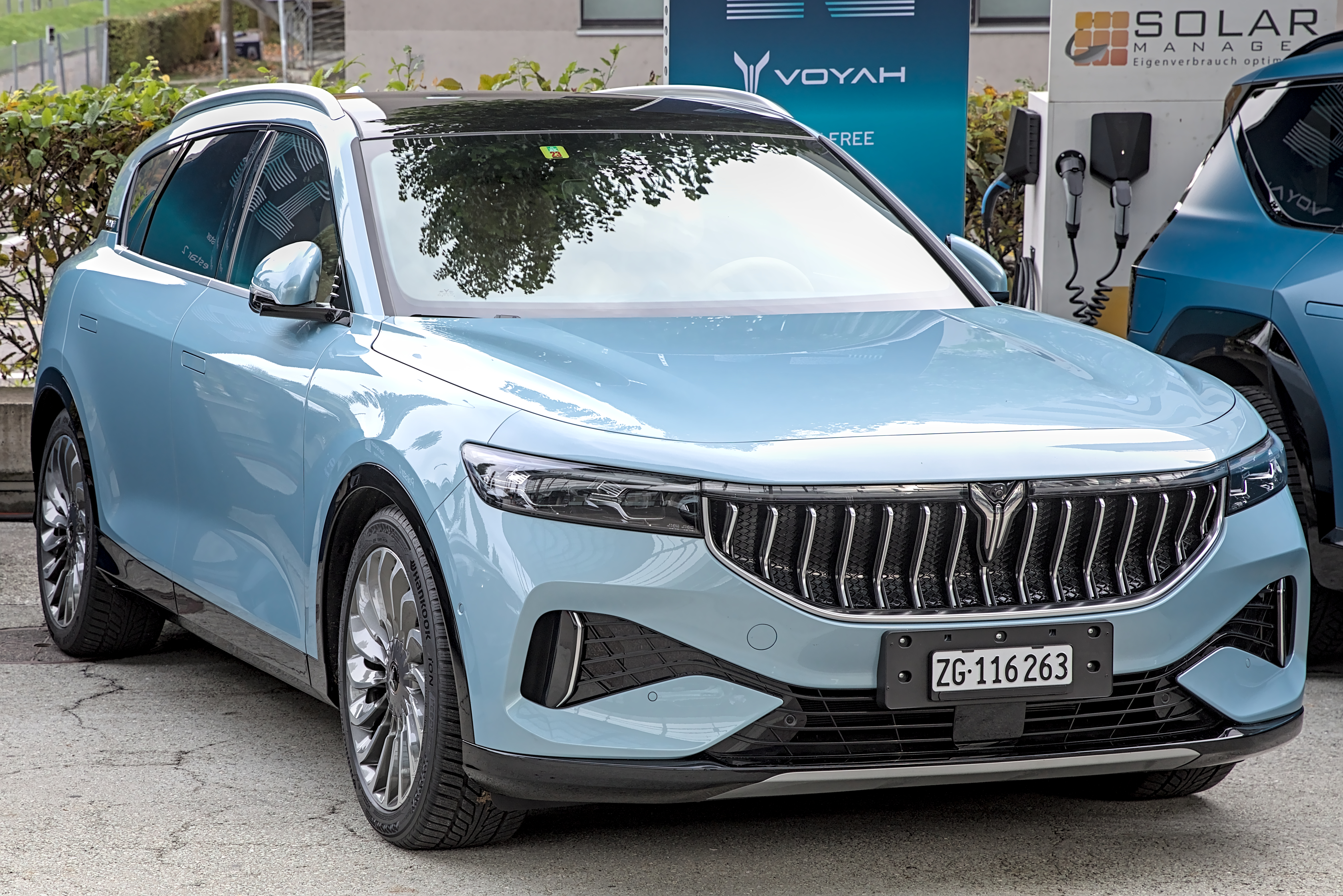
Voyah Free
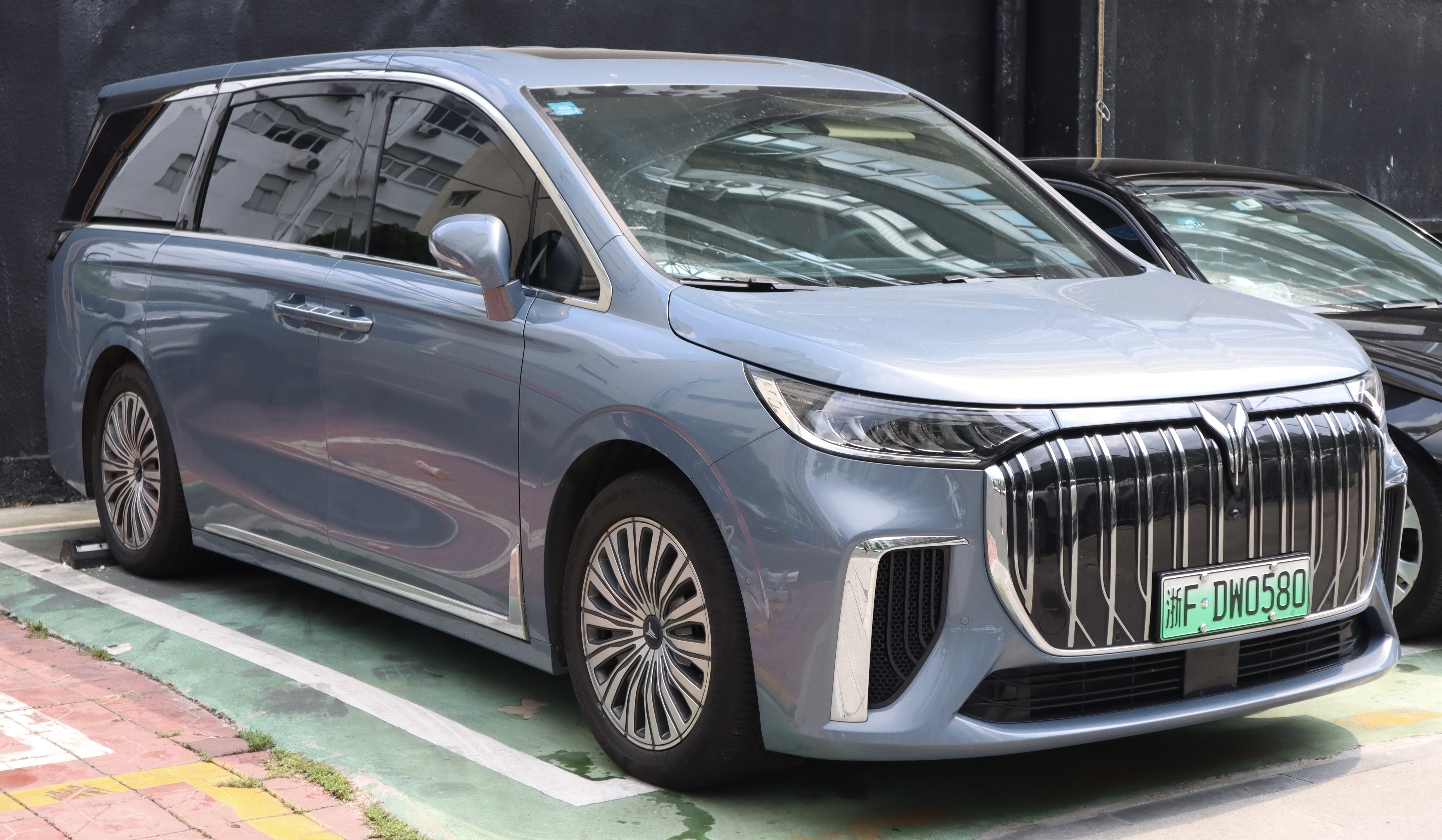
Voyah Dreamer
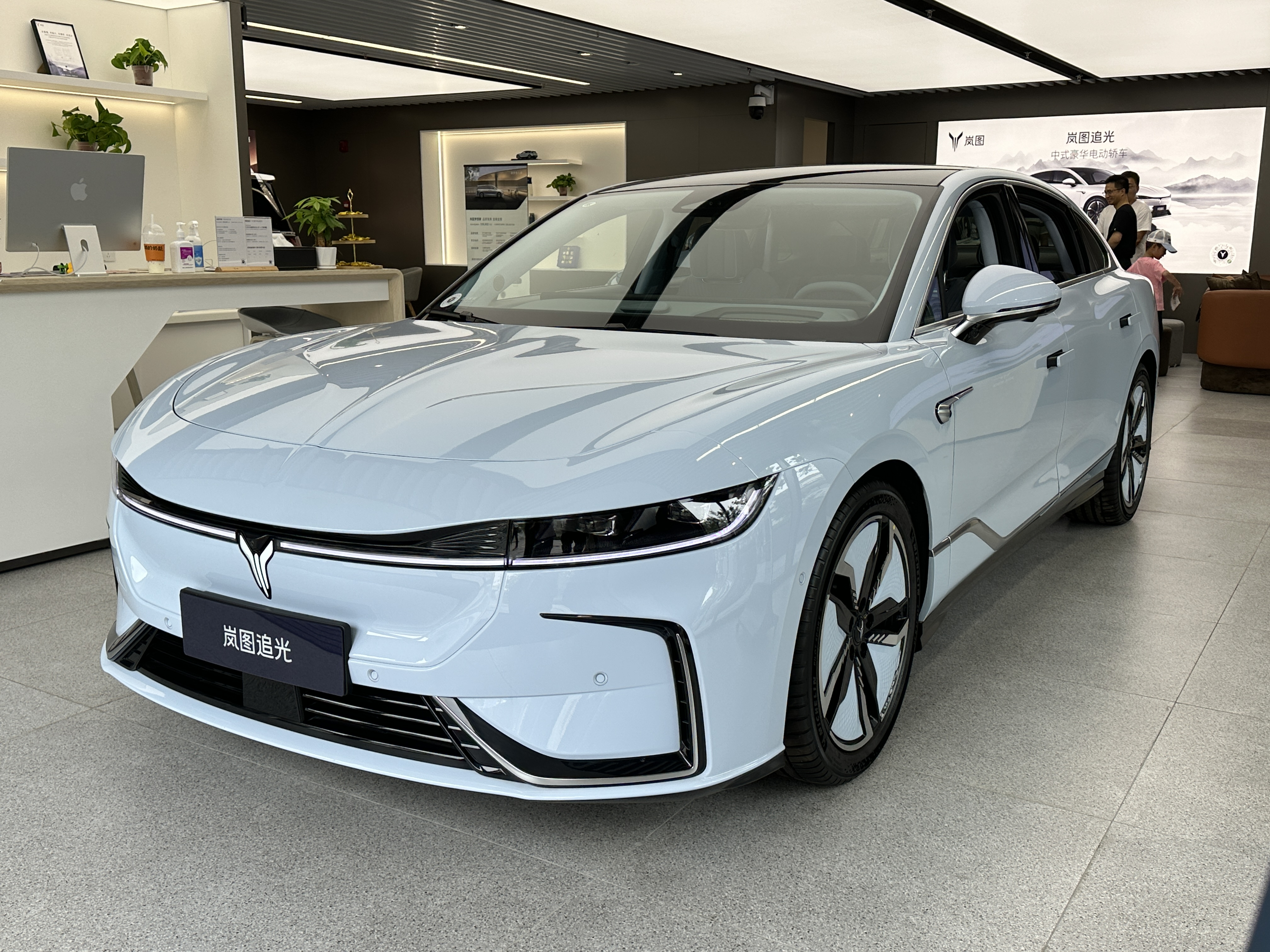
Voyah Zhuigang
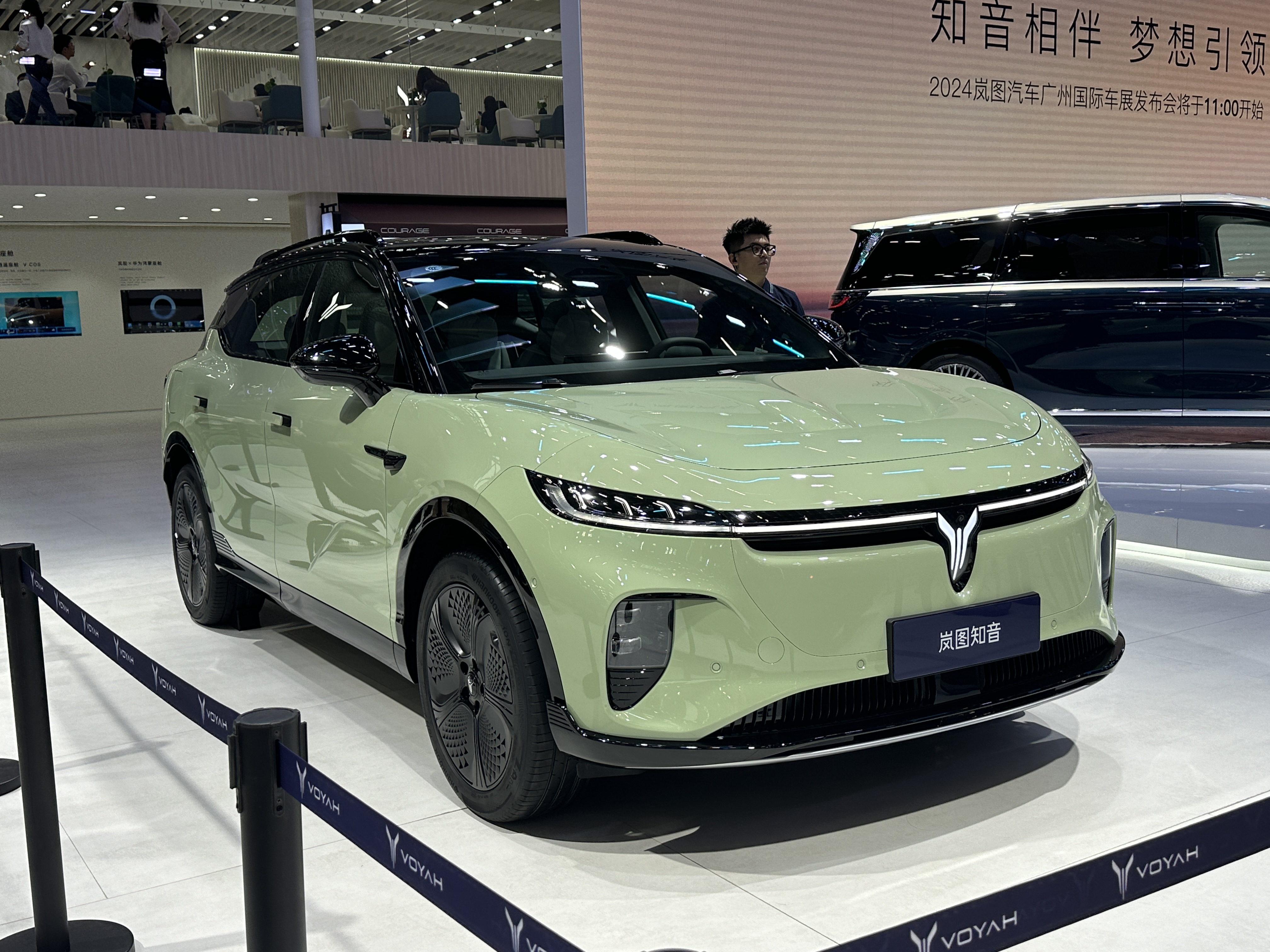
Voyah Zhiyin

## Verkaufszahlen in China
Zwischen 2021 und 2022 sind in der Volksrepublik China insgesamt 25.818 Neuwagen von Voyah verkauft worden. Mit 19.387 Einheiten war 2022 das erfolgreichste Jahr.
| Jahr                             |      |  | Stück  |        |
| 2021                             | 2021 |  | 6.431  | 6.431  |
| 2022                             | 2022 |  | 19.387 | 19.387 |
| Verkaufszahlen in China, Quelle: |      |  |        |        |